# Sophie Dee
Sophie Dee (Llanelli, 1984. január 17. –) walesi származású pornószínésznő, akinek 2005-ben kezdődött pornószínészi karrierje, és azóta 300 filmben szerepelt.

## Élete
Wales Llanelli nevű településén született, és kezdetben itt járt iskolába, később Angliába ment, ám aztán visszatért, hogy itt végezze el a középiskolát. Az iskola befejezése után sokféle munkát vállalt, így dolgozott például kávézókban és volt házalóügynök is. Ezután sztriptíztáncosnő lett, és állásajánlatot kapott a The Daily Sporttól, hogy dolgozzon félmeztelen modellként. Másfél évig dolgozott a lapnak, mint úgynevezett harmadik oldalas modell. Ez azt jelentette, hogy félmeztelen képei az újság harmadik oldalán jelentek meg. 2005 januárjában Kaliforniába költözött, hogy itt kezdje el pornós karrierjét. 2009 márciusában megnagyobbította melleit C kosarasról DD kosarasra. Férje, Lee Bang szintén pornószínész.

## Díjak
- 2008 Urban Spice Awards jelölt – Best Interracial Star[9]
- 2009 AVN Award jelölt – Best All-Girl Group Sex Scene – Squirt Gangbang 3[10]
- 2009 AVN Award jelölt – Unsung Starlet Of The Year[10]
- 2009 AVN Award jelölt – Web Starlet Of The Year – ClubSophieDee.com[10]
- 2010 AVN Award jelölt – Best All-Girl Three-Way Sex Scene – Storm Squirters 6[11]
- 2010 AVN Award jelölt – Web Starlet of the Year[11]
- 2010 XBIZ Award jelölt - Porn Star Website of the Year[12]
- 2011 AVN Award jelölt – Best Porn Star Website – ClubSophieDee.com[13]
- 2011 AVN Award jelölt – Unsung Starlet of the Year[13]
- 2011 Urban X Award nyertes – Interracial Star of the year[14]
- 2011 Urban X Award nyertes – Best Three-Way Sex Scene[14]